# Alexkid
 (novembre 2016).
Si vous disposez d'ouvrages ou d'articles de référence ou si vous connaissez des sites web de qualité traitant du thème abordé ici, merci de compléter l'article en donnant les références utiles à sa vérifiabilité et en les liant à la section « Notes et références ».
Alexis Mauri alias Alexkid est un DJ de musique house français né le 14 avril 1975.

## Biographie
Il commence la musique à l'adolescence en jouant de la guitare dans un groupe funk lycéen. Il se met quelques années plus tard à la musique électronique. Il signe en 2002 sur le label F Communications pour produire ses compositions. Parallèlement à son travail solo, il joue au sein de Dubphonic et VeoVeo.